# Episodi di Hazbin Hotel
La prima stagione della serie animata Hazbin Hotel, composta da 8 episodi, è stata pubblicata sul servizio di streaming on demand Prime Video, dal 19 gennaio al 2 febbraio 2024. I primi due episodi, per coloro che hanno preordinato o acquistato merce sul sito web dell'Hazbin Hotel, sono stati trasmessi in anteprima il 12 gennaio 2024 da A24.
L'episodio pilota, Che lo spettacolo abbia inizio, era stato precedentemente pubblicato su YouTube il 28 ottobre 2019. Sebbene non faccia parte della serie animata, la creatrice ha dichiarato che è da considerarsi comunque canonico per l'arco narrativo.
| nº | Titolo originale            | Titolo italiano                   | Pubblicazione USA | Pubblicazione Italia |
| -- | --------------------------- | --------------------------------- | ----------------- | -------------------- |
| 0  | That's Entertainment        | N/A                               | 28 ottobre 2019   | N/A                  |
| 1  | Overture                    | Ouverture                         | 12 gennaio 2024   | 19 gennaio 2024      |
| 2  | Radio Killed the Video Star | La radio ha ucciso la televisione | 12 gennaio 2024   | 19 gennaio 2024      |
| 3  | Scrambled Eggs              | Uova strapazzate                  | 19 gennaio 2024   | 19 gennaio 2024      |
| 4  | Masquerade                  | Messinscena                       | 19 gennaio 2024   | 19 gennaio 2024      |
| 5  | Dad Beat Dad                | Papà batte papà                   | 26 gennaio 2024   | 26 gennaio 2024      |
| 6  | Welcome to Heaven           | Benvenute in Paradiso             | 26 gennaio 2024   | 26 gennaio 2024      |
| 7  | Hello Rosie                 | Ciao Rosie!                       | 2 febbraio 2024   | 2 febbraio 2024      |
| 8  | The Show Must Go On         | Lo spettacolo deve continuare     | 2 febbraio 2024   | 2 febbraio 2024      |

## That's Entertainment
- Diretto da: Vivienne Medrano
- Scritto da: Dave Capdevielle, Raymond Hernandez, Vivienne Medrano, Daniel Macdonald

## Ouverture
- Diretto da: Vivienne Medrano
- Scritto da: Vivienne Medrano

## La radio ha ucciso la televisione
- Titolo originale: Radio Killed the Video Star
- Diretto da: Vivienne Medrano
- Scritto da: Adam Neylan e Vivienne Medrano

### Trama
Charlie è preoccupata per lo Stermino anticipato, poiché gli angeli Esorcisti potrebbero ridurre ulteriormente il tempo tra un'incursione e l'altra, ma Vaggie le fa notare che magari i Peccatori potrebbero recarsi all'hotel come tentativo disperato per sfuggire alla morte, tuttavia l'hotel viene attaccato da Sir Pentious, il demone serpente che ci aveva già provato in precedenza per sfidare Alastor, al fine di ottenere prestigio e provare il suo valore alle Tre V, un trio di Signori Supremi composto da Vox, Valentino e Velvette, ma viene sconfitto facilmente dal Demone della Radio.
Intanto Vox deve calmare Valentino, furioso perché Angel Dust, suo dipendente, ha traslocato all'hotel, limitando il suo controllo, e dal suo collega Vox viene a sapere che Alastor è tornato dopo sette anni di assenza e sta prestando aiuto a Charlie col suo hotel, cosa che lo fa infuriare, poiché ha sempre odiato Alastor reputandolo un pericoloso rivale. Vox manda ad Alastor un avvertimento in diretta TV, ma Alastor risponde attraverso la radio, minacciando Vox di distruggerlo.
Le Tre V pur di sabotare l'hotel decidono di distruggerlo dall'interno, per cui Vox arruola Sir Pentious. Per spiare l'Hazbin Hotel come ospite, Pentious si finge pentito tanto da porgere le sue scuse ad Alastor. La cosa insospettisce Angel, ma al tempo stesso lo ferisce, in quanto Vaggie non crede che lui possa cambiare e redimersi, pur essendo in precedenza l'unico cliente dell'Hotel, cosa acuita dai messaggi di Valentino, nel quale il Demone gli ricorda che lavora per lui e non cambierà mai.
Angel casualmente scopre che Sir Pentious lavora per Vox e lo denuncia al resto dell'hotel, e mentre lui e Vaggie cercano di uccidere l'infiltrato, Charlie lo perdona e gli dà una seconda possibilità, anche perché Vox, deluso dal fatto che ha fallito la missione, lo rinnega, accusandolo di essere un buono a nulla. Sir Pentious accetta l'offerta e si stabilisce all'hotel, dove cercherà di redimersi. Alastor provoca Vox ritenendo che se quest'ultimo desidera danneggiarlo sarà costretto a impegnarsi di più.
- Numeri musicali: Ti pentirai (Stayed Gone) e Se chiedi scusa (It Starts With Sorry).

## Uova strapazzate
- Titolo originale: Scrambled Eggs
- Diretto da: Vivienne Medrano
- Scritto da: Ariel Ladensohn

### Trama
È passata una settimana da quando Sir Pentious si è stabilito all'hotel e, per aiutarlo a migliorare come persona, Vaggie insiste sul fatto che si debba fidare di più degli altri, oltre che sbarazzarsi dei suoi tirapiedi-uova, i quali causano parecchi problemi. Poiché Sir Pentious si rifiuta, Vaggie chiede ad Alastor di sbarazzarsi di loro, ma prima di riuscirci, il demone della radio si imbatte in Zestial, un antico Signore Supremo, che lo invita a un incontro con gli altri Signori dell'Inferno. L'incontro, organizzato da Carmilla Carmine, una Signora che controlla le scorte di armi dell'Inferno, serve per discutere dell'imminente sterminio, poiché l'ultimo è stato particolarmente difficile da sostenere, tanto che gli angeli esorcisti hanno sterminato il 16% della popolazione.
Durante l'incontro, fa la sua comparsa Velvette in rappresentanza delle Tre V dato che Vox e Valentino si sono astenuti dal presenziare. Velvette mostra agli altri Signori Supremi la testa di un angelo sterminatore morto, affermando che, se gli angeli si possono uccidere, è il momento di andare all'attacco contro il Paradiso, infatti le Tre V hanno già ideato una strategia offensiva. Questa idea viene smontata da Zestial, che teme che una guerra tra Paradiso e Inferno possa portare solo ad altre morti. Velvette insulta Zestial, ma viene cacciata da Carmilla, la quale sembra essere abbastanza turbata dal vedere la testa dell'Esorcita, cosa notata anche da Velvette.
Più tardi, Carmilla rivela a Zestial che è stata lei ad uccidere l'angelo esorcista, per proteggere la sua gente e le sue figlie, e ciò deve rimanere un segreto. La conversazione viene origliata da uno degli Ovetti di Sir Pentious, su ordine di Alastor, al quale viene trasmesso il messaggio e impone loro di mantenere il segreto. Nel frattempo, Charlie conduce alcuni giochi sulla fiducia presso l'hotel, dando poi a Vaggie il compito di dirigerli; dopo vari tentativi non riusciti, Vaggie li porta in una sanguinosa zona di battaglia in città, buttandoli nella mischia con grande indignazione di Charlie, le due ragazze si confrontano, ma Vaggie teme che il gruppo non sarà pronto quando avverrà il prossimo sterminio, e chiede di essere lasciata da sola. Al ritorno in hotel, però, scopre che la sua "terapia d'urto" ha funzionato, con gli altri che hanno già legato parlando delle loro esperienze e Pentious che si è integrato.
Anche Alastor infine ritorna assieme ai suoi tirapiedi e mette per loro una buona parola con Charlie e Vaggie, permettendo a Sir Pentious di tenere con sé i suoi Ovetti.
- Numeri musicali: Non vi mostro rispetto (Respectless) e Di tutto farei (Whatever It Takes).

## Messinscena
- Titolo originale: Masquerade
- Diretto da: Vivienne Medrano
- Scritto da: Adam Neylan e Vivienne Medrano

### Trama
Angel si assenta dall'Hazbin Hotel per girare un film pornografico per il suo capo, Valentino. Charlie interrompe le riprese tentando di convincere Valentino a concedere più tempo libero a Angel, ma il Signore Supremo lo picchia, ricordandogli che possiede la sua anima da contratto, e lo costringe a cacciare via la principessa dell'Inferno con la minaccia di ucciderla. Charlie, non tollerando che Angel sia succube della tirannia di Valentino, arriva quasi allo scontro con quest'ultimo, ma Angel con aggressività la manda via, avendo agito così per proteggerla. 
Angel continua le riprese, ed è costantemente abusato da Valentino e dagli altri dipendenti. Quando torna all'hotel, ha una discussione con Husk, che lo aveva precedentemente accusato di essere falso, così va via in un bar. Su insistenza di Charlie e Vaggie, Husk segue Angel per scusarsi, e lo salva dall'essere drogato da alcuni demoni, ma Angel si scaglia contro di lui per averlo salvato, rivelando che si lascia intenzionalmente molestare da tutti in modo che, quando sarà a pezzi, Valentino smetterà di usarlo. Husk rivela che una volta era un Signore Supremo la cui dipendenza dal gioco d'azzardo lo ha portato a fare un accordo con Alastor per mantenere il suo potere, questo perché anche l'anima di Husk è sotto contratto, appartenente ad Alastor, e quindi è intrappolato in una situazione di servitù simile a quella di Angel con Valentino. Rendendosi conto di avere molto in comune, i due fanno amicizia. Tornato all'Hazbin Hotel con Husk dopo aver ucciso i demoni che al bar volevano abusare di lui, Angel ringrazia Charlie per prendersi cura di lui, facendola commuovere, per poi prendersi un drink con Husk.
- Numeri musicali: Veleno (Poison) e Fai schifo, Baby (Loser, Baby).

## Papà batte papà
- Titolo originale: Dad Beat Dad
- Diretto da: Vivienne Medrano
- Scritto da: Rachel Kaplan

### Trama
Charlie passa tutta la notte cercando di trovare un modo per avviare l'hotel, poiché sono passati cinque mesi e non ci sono stati progressi e a breve arriveranno gli Angeli Esorcisti per lo Sterminio. Rimasti senza altre opzioni, Vaggie le suggerisce di chiamare suo padre, Lucifero, in modo da connettersi con il Paradiso e parlare con qualcuno più in alto di Adamo. La principessa però non vorrebbe, visto che Lucifero si è ormai chiuso in sé stesso dopo che la moglie, Lilith, lo ha lasciato sette anni prima, non curandosi più dell'inferno e passando il tempo a creare paperelle di gomma.
Lucifero viene contattato da Charlie e, sebbene sia contrario ad organizzarle un colloquio con il Paradiso, acconsente comunque a visitare l'hotel, più per rivedere la figlia ed uscire dalla sua dimora. Quest'ultimo si presenta all'Hazbin Hotel e subito si scontra con Alastor, che vede come un rivale per le attenzioni di Charlie. Poco dopo irrompe Mimzy, un'amica di Alastor, la quale racconta a Sir Pentious, Niffy, Husk e Angel la sua storia: egli appena arrivato all'Inferno aveva attirato l'attenzione di tutti con la propria irriverenza e la sua arroganza, quando fondò il suo programma radiofonico in cui venivano trasmesse le voci agonizzanti di alcuni arcidiavoli di alto rango che stranamente erano scomparsi (lasciando ipotizzare che Alastor era il responsabile delle loro sparizioni). Husk non si fida di Mimzy, sostenendo che si presenta solo quando ha bisogno di qualcosa o si trova nei casini, tuttavia Alastor non intende farne un problema dando per scontato di poter gestire la situazione. Quando Husk domanda ad Alastor cosa ne fosse stato di lui nei sette anni in cui è sparito, quest'ultimo oltre a non rispondergli respinge Husk beffardamente: quando Husk gli rinfaccia che anche l'anima di Alastor è sotto contratto e che dunque pure lui appartiene a qualcun altro, il Demone della Radio perde le staffe e minaccia di ucciderlo se gli mancherà di rispetto un'altra volta.
Dopo aver fatto vedere l'hotel al padre, Charlie gli chiede che ne pensa, ma questi non è ancora disposto a organizzare un incontro con il Paradiso, visto che non è affatto come Charlie immagina e non nasconde il suo disappunto per i Peccatori per quel che hanno fatto con il libero arbitrio che ha concesso loro, ma prima che possano continuare a parlare l'hotel viene assediato da squali gangster, confermando i sospetti di Husk su Mimzy, dato che ha rubato 50.000 dollari e un'auto a degli strozzini. Alastor li uccide facilmente e costringe Mimzy ad andarsene, non volendo rovinare l'immagine dell'Hazbin Hotel. Lucifero rifiuta ancora di aiutare Charlie perché ritiene il suo piano impossibile, e non vuole credendo che la sua amata figlia rimanga delusa proprio come lo è stato lui. In seguito però, Charlie spiega al padre che fu anche grazie a lui se è diventata così e riescono a riconciliarsi. Lucifero mette una buona parola in Paradiso per Charlie, che decide di farsi accompagnare in Paradiso da una poco convinta Vaggie.
- Numeri musicali: Il papà migliore dell'Inferno (Hell's Greatest Dad) e Tutto per me (More than Anything).

## Benvenute in Paradiso
- Titolo originale: Welcome to Heaven
- Diretto da: Vivienne Medrano
- Scritto da: Adam Stein

### Trama
Charlie e Vaggie arrivano in Paradiso, dove sono accolte dagli angeli serafini Sera ed Emily. Adamo e Lute affrontano Vaggie, minacciandola di andare contro il piano di Charlie se non vorrà che il suo segreto venga rivelato alla fidanzata: lei era un angelo, la luogotenente migliore di Adamo, ma durante uno sterminio ebbe compassione di un demone e gli risparmiò la vita, così Lute la punì privandola dell'occhio sinistro e strappandole le ali, e di fatto Vaggie fu rinnegata dagli altri angeli ma finì per incontrare Charlie che la curò e di cui si innamorò. Il processo per sentenziare se un'anima dell'Inferno possa essere redenta o meno inizia. Viene mostrata attraverso un ologramma durante il processo, la migliore amica di Angel, Cherri Bomb, che porta lui e gli altri in un night club per divertirsi. Quando Nifty viene avvicinata da Valentino, Angel interviene e si ribella al suo capo, difendendo i suoi amici e dicendogli che può fare quello che vuole con lui nello studio come previsto dal loro patto, ma fuori di lì, Angel non è obbligato a sottomettersi alla sua prepotenza. 
Vedendo che è sul punto di perdere il processo, Adamo rivela accidentalmente i piani dello sterminio, sconvolgendo Emily, che non ne era a conoscenza. Il processo non porta a nulla, anche perché nemmeno gli angeli sono a conoscenza dei criteri necessari per un'anima in modo da essere degna del Paradiso. Adamo rivela a Charlie che Vaggie è un angelo, lasciandola sconvolta. Sera afferma con un verdetto che non ci sono prove che dimostrino che un peccatore possa essere redento. Adamo rimanda Charlie e Vaggie all'Inferno, promettendo che tra un mese inizieranno lo sterminio dall'Hazbin Hotel. Emily protesta, ma Sera continua a giustificarsi di averlo fatto per evitare ribellioni da parte delle anime dannate, mettendo in guardia Emily: se si opporrà alle regole del Paradiso rischierà la caduta, come in passato successe a Lucifero. La giovane serafina, però, decide di non arrendersi e intende continuare ad appoggiare Charlie.
- Numeri musicali: Vi accolgo in Paradiso (Welcome to Heaven) e Quindi non sai (You Didn't Know).

## Ciao Rosie!
- Titolo originale: Hello Rosie
- Diretto da: Vivienne Medrano
- Scritto da: Ariel Ladensohn

### Trama
Dopo essere state cacciate dal Paradiso, Vaggie rivela al gruppo che era un angelo esorcista. Alastor fa tenere presente a Charlie che esiste una possibilità che finora nessuno aveva tenuto in considerazione: affrontare gli angeli esorcisti durante lo sterminio ed eventualmente sconfiggerli. Charlie e Alastor fanno un accordo: Alastor rivela a Charlie che Carmilla ha ucciso un angelo, in cambio la ragazza gli deve un favore che Alastor potrà riscuotere quando vorrà in futuro. Charlie chiede a Vaggie di andare da Carmilla per convincerla ad aiutarli, mostrando il suo astio nei confronti della compagna per averle mentito. Vaggie dà agli altri residenti dell'hotel il permesso di fuggire qualora non abbiano il coraggio di lottare contro gli angeli esorcisti. Charlie e Alastor poi si dirigono a Cannibal Town e incontrano Rosie, la Signora Suprema che risiede nella città, che decide di aiutarli insieme agli altri cannibali i quali affronteranno gli angeli schierandosi dalla parte di Charlie quando inizierà lo sterminio. Rosie fa capire a Charlie che Vaggie la ama e cercava redenzione, proprio la stessa che lei vuole dare ai demoni del suo hotel. Nel frattempo, Vaggie cerca di convincere Carmilla ad aiutarli. Carmilla le spiega che dovrebbe concentrarsi più sull'amore che prova per le persone a cui tiene anziché sull'odio se vuole davvero affrontare gli angeli, rivelando tra l'altro che sapeva della vera natura da angelo di Vaggie. La giovane riacquista le ali e Carmilla le spiega che quando combattono gli angeli, forti della loro convinzione di essere invulnerabili tendono a lasciare scoperta la loro difesa, e che in realtà esiste una cosa che può ucciderli, ovvero l'acciaio angelico, di cui sono fatte le loro stesse armi. Charlie e Vaggie si riuniscono all'Hazbin Hotel dove, mettendo da parte i rancori e chiaritesi, si preparano a contrastare lo sterminio, con i residenti dell'hotel che non intendono fuggire, e anzi sono pronti a sostenere la battaglia.
- Numeri musicali: È l'amore (Out For Love) e Sono pronta (Ready for This).

## Lo spettacolo deve continuare
- Titolo originale: The Show Must Go On
- Diretto da: Vivienne Medrano
- Scritto da: Ariel Ladensohn

### Trama
Mentre gli abitanti dell'Hazbin Hotel (a cui si unisce pure Cherri Bomb) e i cannibali collaborano per rafforzare l'edificio, Charlie confida a Vaggie che è nervosa per il giorno successivo. Vaggie la convince a non preoccuparsi e le due si baciano. Arriva il giorno dello sterminio, Adamo promette persino una ricompensa all'esorcista che ucciderà Vaggie.
Comincia la battaglia tra gli angeli e i peccatori. Adamo combatte contro Alastor dopo aver infranto lo scudo da lui creato per isolare l'hotel. Nonostante il Demone della Radio riesca a sostenere lo scontro e a colpire ripetutamente l'angelo, alla fine è Adamo a uscirne vittorioso, infliggendogli una grave ferita e costringendo Alastor alla fuga con grande gioia di Vox, che sta guardando tramite un drone la carneficina con Valentino e Velvette. Sir Pentious confessa il suo amore per Cherri Bomb, prima di sacrificarsi nel vano tentativo di uccidere Adamo, morendo con molti dei suoi Ovetti. Stanca della situazione, Charlie assume la sua forma demoniaca e in groppa a i draghi Razzle e Dazzle si appresta a combattere contro Adamo mentre Vaggie ha la meglio contro Lute; schiacciata sotto le macerie, ma risparmiata da Vaggie, Lute si strappa il braccio sinistro per liberarsi. Nel frattempo, quando sembra che Charlie stia per essere uccisa, suo padre la salva e combatte contro Adamo. Quest'ultimo distrugge l'hotel, ma viene facilmente sconfitto da Lucifero, che lo risparmia per volere di Charlie, e una volta rialzatosi viene pugnalato alla schiena da Niffty. Adamo muore tra le braccia di Lute la quale dà ordine alle sue truppe di ritirarsi, e di fatto lo sterminio è stato scongiurato. 
Charlie, con l'aiuto di Lucifero e dei suoi amici, ricostruisce l'Hazbin Hotel, più grande e accogliente di prima, e fanno un memoriale per Sir Pentious, che finisce in Paradiso grazie alle sue buone azioni, con la gioia di Emily e lo stupore di Sera.
Mentre le Tre V complottano per conquistare l'Inferno, Alastor, rivela con un monologo di star bramando solo la libertà dal suo patto (che gli limita i poteri) e che quando riavrà il pieno potenziale, "piegherà il mondo": successivamente Alastor torna all'hotel che ormai è stato completamente ristrutturato. Lute, ora capo degli angeli esorcisti, raggiunge una figura sconosciuta, che si rivela essere Lilith, e le dice che, se vorrà rimanere in Paradiso, dovrà scendere e affrontare sua figlia Charlie.
- Numeri musicali: Tutto per me (Ripresa) (More Than Anything (Reprise)) e Finale